# Paul Sanders (athlétisme)
Pour les articles homonymes, voir Paul Sanders.
Paul Sanders (né le 11 janvier 1962 à Londres) est un ancien athlète britannique spécialiste du 400 mètres. 

## Palmarès

### Championnats d'Europe d'athlétisme
- Championnats d'Europe d'athlétisme 1990 à Split,  Yougoslavie
  -  Médaille d'or du relais 4 × 400 m